# Papeun
Papeun is een bestuurslaag in het regentschap Pidie van de provincie Atjeh, Indonesië. Papeun telt 587 inwoners (volkstelling 2010).